# 최서우
최서우(崔栖瑀, 1982년 12월 3일~)는 대한민국의 스키 점프 선수이다. 종교는 불교다. 1998년부터 선수로 활동하였으며, 1998년 동계 올림픽 경기에선 라지힐 단체전에서 373.8점으로 13위위에 올랐다. 노멀힐 개인전과 라지힐 개인전에서 53위를 거둔 바 있다. 그리고 2002년 동계 올림픽, 2006년 동계 올림픽, 2010년 동계 올림픽, 2014년 동계 올림픽, 2018년 동계 올림픽에도 출전하였다. 2011년 이름을 최용직(崔鎔直)에서 최서우로 개명하였다.
최서우 선수는 김현기 선수와 함께 스키점프의 전설로 불리며, 한국의 스키점프 1세대 선수이다. 유명한 영화인 ‘국가대표’가 이 선수들을 모티브로 만들어졌고, 이 영화를 계기로 스키점프는 한국에서 더 알려졌다.
최서우 선수는 올림픽만 6번을 출전했고, 각종 수상 경력도 가지고 있다.
1998년인 10대부터 스키점프를 해왔고, 20년이 넘은 지금도 다음 동계 올림픽을 준비하고 있다고 알려져 있다.
최서우 선수는 2005년에 독일 스키점프 콘티넬털커대회에서 우승을 시작으로 각종 동계 올림픽 및 동계 아시안게임, 동계유니버시아드 등 대회의 스키점프 종목에서 각종 메달 및 우승을 해왔다. 출전에 비해 수상 경력이 화려하지는 않지만 2009년에는 금메달도 따 우리나라 스키점프의 위상을 드높였다.

## 기록
- 1998년 동계 올림픽
  - 단체전(team large hill) 13위
  - 개인전(individual normal hill) 53위
  - 개인전(individual large hill) 53위
- 2002년 동계 올림픽
  - 단체전(team large hill) 8위
  - 개인전(individual normal hill) 34위
  - 개인전(individual large hill) 46위
- 2006년 동계 올림픽
  - 단체전(team large hill) 13위
  - 개인전(individual normal hill) 예선 36위 본선진출 실패
  - 개인전(individual large hill) 예선 53위 본선진출 실패
- 2010년 동계 올림픽
  - 단체전(team large hill) DNS
  - 개인전(individual normal hill) 예선 43위 본선진출 실패
  - 개인전(individual large hill) 예선 46위 본선진출 실패